# Дёмин, Николай Николаевич
Николай Николаевич Дёмин (1923—2000) — Герой Советского Союза, гвардии младший сержант, наводчик орудия, 3-го стрелкового батальона 17-го гвардейского стрелкового полка, 5-й гвардейской стрелковой дивизии, 11-й армии, 3-й Белорусский фронт.

## Биография
Родился 3 ноября 1923 года в селе Шубинка ныне Бийского района Алтайского края в семье крестьянина. Русский. Рано начал трудовую деятельность.
В августе 1942 года был призван в ряды Красной армии и после краткосрочной подготовки в школе артиллеристов с октября 1942 года — на фронте. В качестве наводчика орудия прошёл всю войну в составе 17-го гвардейского стрелкового полка 5-й гвардейской стрелковой дивизии, 11-й армии 3-го Белорусского фронта. Член ВКП(б) с 1944 г.

## Подвиг

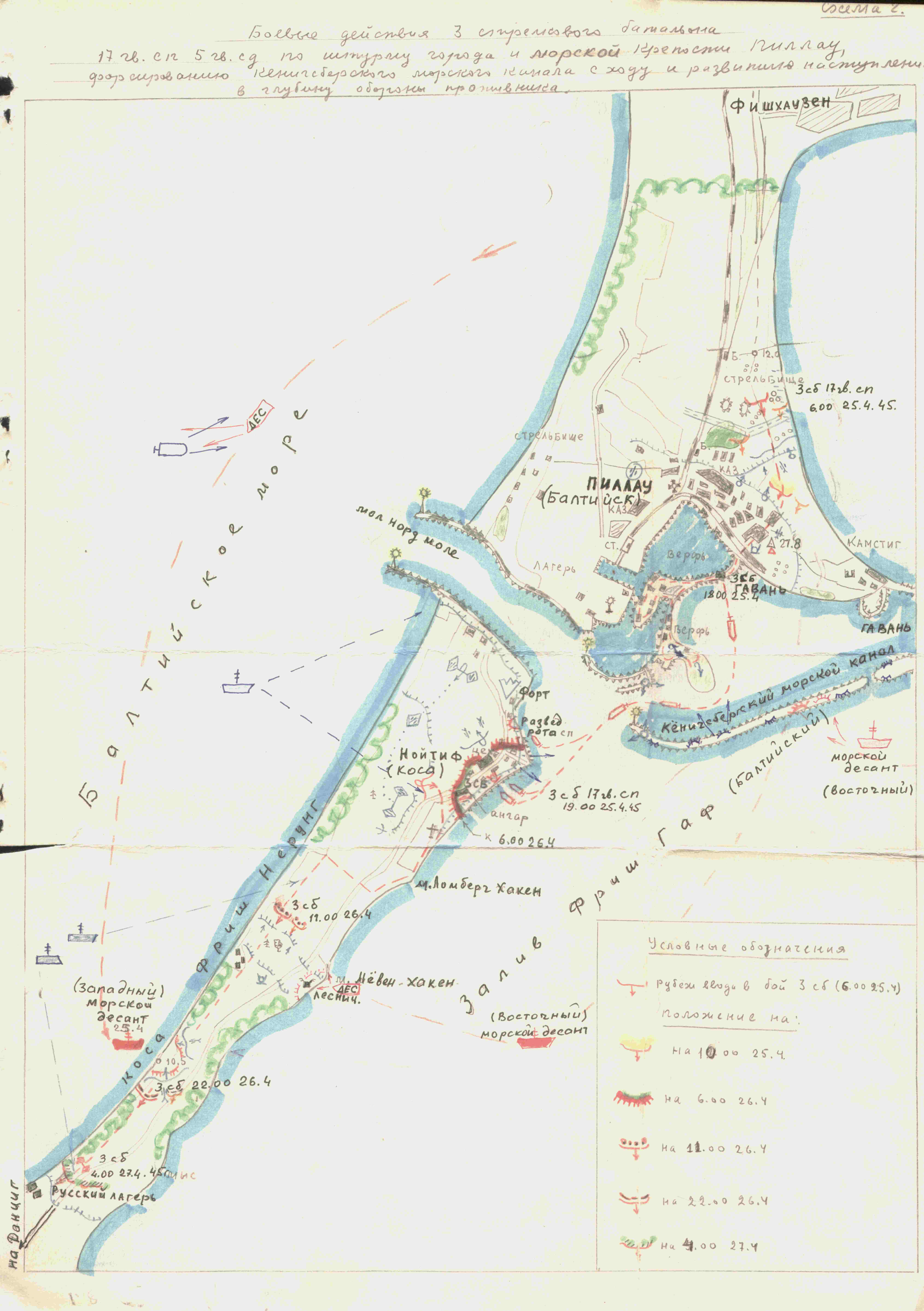
Боевые действия 3-го сб 17 гв. сп 5 гв. сд (комбат А. Дорофеев) в штурме Пиллау (Балтийск), при форсировании пролива Зеетиф, высадке десанта и захвате плацдарма на косе Фрише-Нерунг.

В ночь на 26 апреля 1945 года гвардии сержант Дёмин Н. Н. в составе передового отряда 17-го стрелкового полка под командованием командира 3-го стрелкового батальона гвардии майора Дорофеева А. В. форсировал пролив Зеетиф у  города Пиллау (г. Балтийск). После высадки на косу Фрише-Нерунг несмотря на то, что из расчета остался один, открыл огонь по контратакующему противнику, чем способствовал захвату плацдарма 3-м стрелковым батальоном 17-го гвардейского стрелкового полка подполковника Банкузова А. И.
За героический бой при форсировании пролива Зеетиф, высадке десанта на косу Фрише-Нерунг двадцати шести гвардейцам было присвоено звание Героя Советского Союза, в том числе восьмерым из батальона гвардии майора Дорофеева А. В.:
- гв. рядовой Гаврилов, Михаил Иванович — стрелок;
- гв. младший сержант Дёмин, Николай Николаевич — наводчик орудия;
- гв. младший сержант Ерёмушкин, Василий Александрович — комсорг батальона;
- гв. старший лейтенант Нехаенко, Степан Яковлевич — командир 7-й роты;
- гв. старший лейтенант Панкратов, Василий Никитович — заместитель командира батальона по политической части;
- гв. младший лейтенант Суворов, Александр Иванович — командир миномётного взвода;
- гв. капитан Чугуевский, Леонид Захарович — заместитель командира батальона;
- гвардии младший лейтенант Шитиков, Иван Павлович — парторг батальона,

а комбату Анатолию Дорофееву через 50 лет Указом Президента Российской Федерации № 679 от 6 июля 1995 года за мужество и героизм, проявленные в борьбе с немецко-фашистскими захватчиками в Великой Отечественной войне 1941—1945 годов, присвоено звание Героя Российской Федерации.
После демобилизации из Советской Армии в 1946 году жил в Бийске, затем в посёлке Сафоновка Бийского района. Трудился в народном хозяйстве, работал на заводе в Бийске и в зерносовхозе, вел активную военно-патриотическую работу.
9 августа 2000 года скончался после тяжелой болезни.

## Награды
- Орден Ленина.
- Орден Красного Знамени.
- ордена Красной Звезды.
- Орден Отечественной войны I степени.
- Орден Отечественной войны II степени.
- Медаль «За взятие Кёнигсберга» (9 июня 1945[2]).
- Медаль «В ознаменование 100-летия со дня рождения Владимира Ильича Ленина».
- Медаль «За победу над Германией в Великой Отечественной войне 1941—1945 гг.».
- Юбилейная медаль «Двадцать лет Победы в Великой Отечественной войне 1941—1945 гг.».
- Юбилейная медаль «Тридцать лет Победы в Великой Отечественной войне 1941—1945 гг.».
- Медаль «Сорок лет Победы в Великой Отечественной войне 1941—1945 гг.».

## Память
- Имя Героя высечено золотыми буквами в зале Славы Центрального музея Великой Отечественной войны в Парке Победы, г. Москва.
- Установлен надгробный памятник на могиле Героя.